# Feodosij (Snihirjov)
Feodosij (světským jménem: Denys Leonidovyč Snihirjov; * 31. srpna 1974, Kyjev) je ukrajinský duchovní Ukrajinské pravoslavné církve Moskevského patriarchátu, arcibiskup a metropolita čerkaský a kanivský.

## Život
Narodil se 31. srpna 1974 v Kyjevě.
Po střední škole studoval na zdravotnické škole.
Roku 1994 nastoupil na Kalužské duchovní učiliště. Od roku 1996 byl hypodiákonem arcibiskups kalužského a borovského Klimenta (Kapalina).
Dne 2. dubna 1998 byl postřižen na monacha se jménem Feodosij na počest svatého Teodosia Pečerského. Dne 21. dubna byl arcibiskupem Klimentem rukopoložen na jerodiákona a 30. června na jeromonacha.
Dne 3. července 1998 byl zapsán mezi bratry Pafnutěvo-borovského monastýru. Zde se stal pokladníkem a redaktorem věstníku. Od roku 1999 byl blagočinným monastýru a členem eparchiální rady.
Roku 1999 začal studovat na Moskevské duchovní akademii.
Dne 3. července 2000 byl jmenován sekretářem eparchiální rady kalužské eparchie, vedoucím kanceláře eparchiální správy a představeným Kazaňského chrámu v Kaluze.
Dne 23. srpna 2001 byl poslán na Ukrajinu. Od 24. října byl představeným chrámu svaté Eufrosinie Polocké v Kyjevě. Přešel z Moskevské duchovní akademie na Kyjevskou duchovní akademii, kterou dokončil roku 2003.
Dne 5. dubna 2004 byl povýšen ja igumena a 28. dubna 2008 na archimandritu.
Dne 25. května 2010 se stal blagočinným kyjevské eparchie pro monastýry.
Dne 23. prosince 2010 jej Svatý synod Ukrajinské pravoslavné církve zvolil biskupem brovarským a vikářem kyjevské eparchie. Dne 6. ledna 2011 proběhla jeho biskupská chirotonie. Hlavním světitelem byl metropolita kyjevský a celé Ukrajiny Volodymyr (Sabodan).
Dne 14. června 2011 se stal předsedou Synodního oddělení pro záležitosti pastorační péče o internacionalistické vojáky a členem Nejvyšší církevní rady.
Dne 29. března 2013 byl jmenován předsedou Statutární komise kyjevské eparchie.
Dne 25. září 2013 mu byl změněn titul na biskup bojarský. Původní titul přešel na biskupa nově zřízené boryspilské eparchie.
Dne 9. prosince 2014 se stal předsedou Církevního soudu kyjevské eparchie.
Dne 28. července 2017 byl povýšen na arcibiskupa.
Dne 17. srpna 2020 byl ustanoven arcibiskupem čerkaským a kanivským a 17. srpna 2021 byl povýšen na metropolitu.